# Bury St Edmunds
Bury St Edmunds è una città di 35 015 abitanti della contea del Suffolk, in Inghilterra.
La città fu fondata intorno al 1080. È un apprezzato centro turistico, ma è anche nota per la produzione di malto e birra.
Vi sorge la Cattedrale di St Edmundsbury.

## Sport
- Bury St Edmunds Roller Hockey Club - squadra di hockey su pista

## Amministrazione

### Gemellaggi
- Compiègne, Francia
- Kevelaer, Germania